# Ринкон (Пуэрто-Рико)

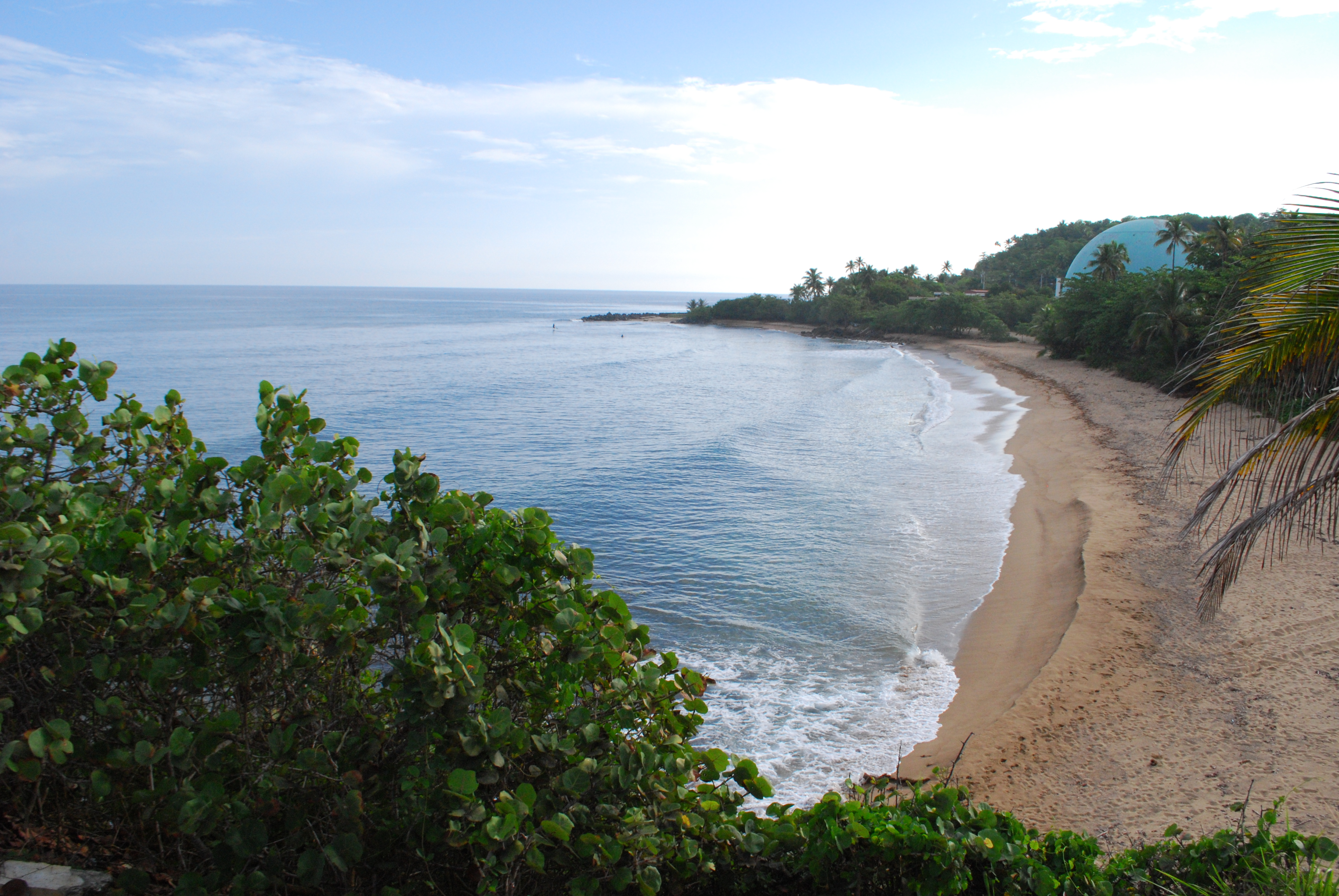
Пляж Домес находится рядом с недействующей ядерной установкой и маяк Пунта-Игуэро

Ринкон (исп. Rincón) — муниципалитет Пуэрто-Рико. Основан в 1771 году.
Расположен в западной прибрежной долине, к западу от муниципалитетов Аньяско и Агуада. Площадь суши муниципалитета Ринкон составляет 36 км² (74-е место по этому показателю среди 78 муниципалитетов Пуэрто-Рико).
Маяк Пунта-Игуэро пострадал от землетрясения 1918 года.

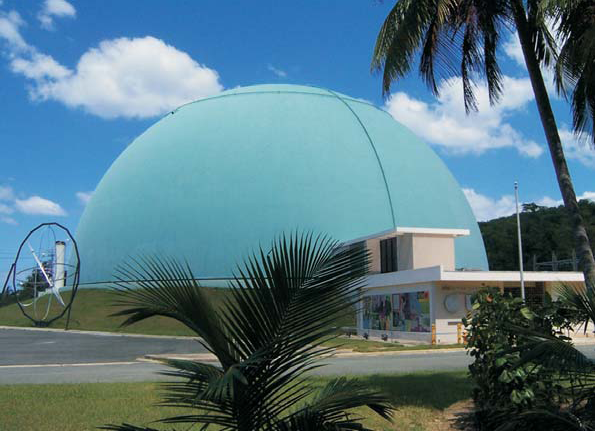
АЭС Бонус

С 1964 по 1968 год в муниципалитете работала атомная электростанция Бонус.

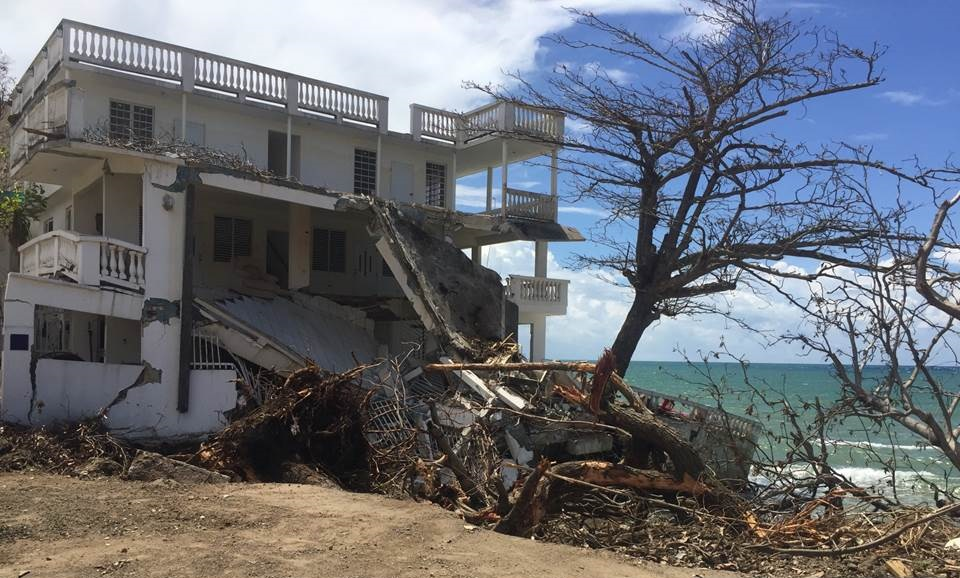
Дом в Ринконе, пострадавший от урагана «Мария»

20 сентября 2017 года Ринкон пострадал от урагана «Мария».

## Населëнные пункты
Наибольшие населëнные пункты муниципалитета Ринкон:
| Населëнный пункт     | Статус  | Население :   | Население :   | Население :   |
| Населëнный пункт     | Статус  | на 01.04.1990 | на 01.04.2000 | на 01.04.2010 |
| -------------------- | ------- | ------------- | ------------- | ------------- |
| Ринкон баррио-пуэбло | Город   | 1 319         | 1 436         | 1 456         |
| Стелья               | Посёлок | 1 286         | 1 293         | 1 088         |

## Демография
По состоянию на 2010 год на территории муниципалитета проживало 15 200 человек.